# Levenish

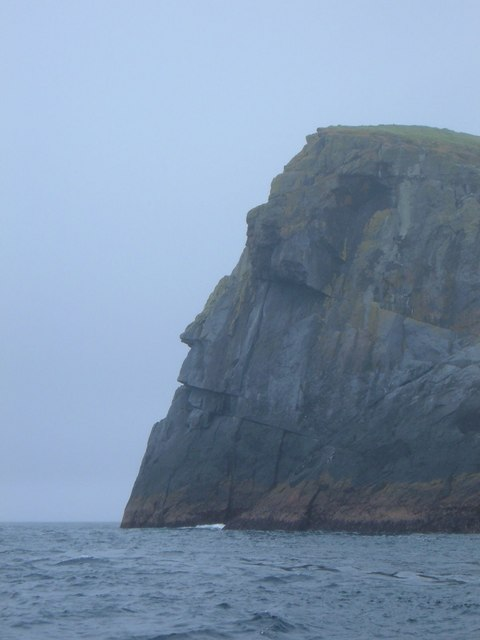
Siluett av Levenish

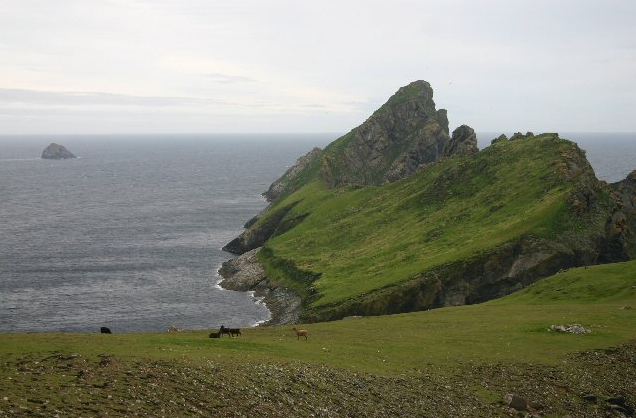
Dùn från Ruaival med Levenish i bakgrunden till vänster.

Levenish eller Leibhinis, ibland även med 'stac' som förled (sv:rauk), är en klippformation i ögruppen St Kilda (världsarv) i Skottland. Den reser sig ur havet 2,5 kilometer utanför Hirtas byvik och är en del av en slocknad vulkan som inkluderar Dùn, Ruaival och Mullach Sgar på Hirta. 
Klippan är 62 meter hög. Dess norra sida tycks ha profilen av ett ansikte, som blir synlig när man reser till St Kilda från öster. Skäret Na Bodhan ligger i nordöst.
Klippön bestegs av klättrare i början av 1900-talet; bergsbestigaren Norman Heathcote nämner en måttligt svår bestigning år 1900, som en del av en klätterexpedition som även inkluderade en bestigning av Stac Lee.

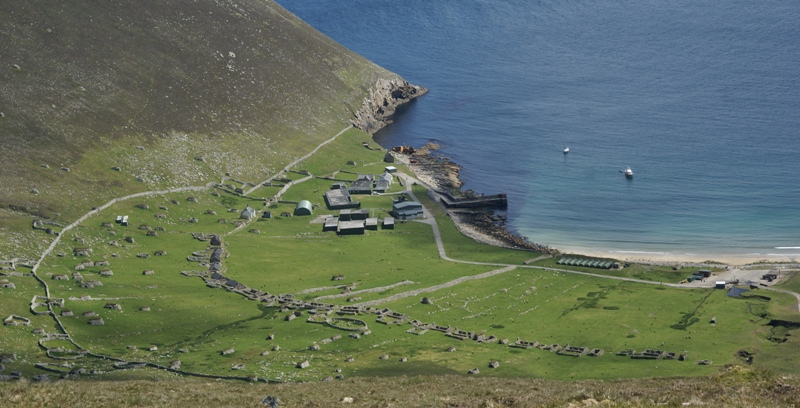
Byn Hirta
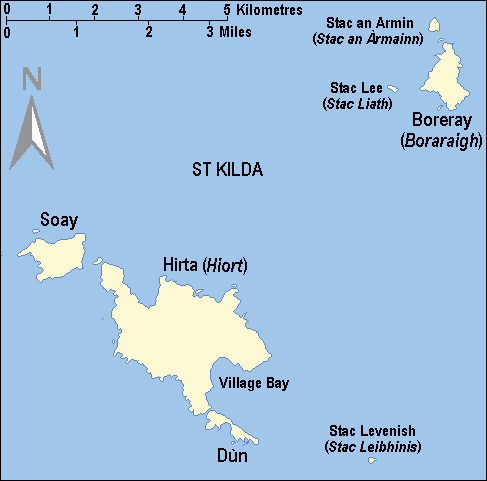
Arkipelagen St Kilda